# Surplus, Terrorismo de consumo
Surplus, Terrorismo de consumo (su título original en inglés es Surplus: Terrorized Into Being Consumers) es un documental sueco de 2003 sobre el consumismo y la globalización, creado por el director Erik Gandini y el editor Johan Söderberg . 
Analiza los argumentos a favor del capitalismo y la tecnología, como una mayor eficiencia, más tiempo y menos trabajo y argumenta que estos no se están cumpliendo y nunca lo harán. 
La película se inclina hacia la ideología anarcoprimitivista y aboga por "una vida sencilla y plena".

## Sinopsis
Apertura
- Imágenes de las protestas en la 27ª cumbre del G8 en Génova .
- Fidel Castro da un discurso.

John Zerzan
- Entrevista con John Zerzan sobre los daños/destrucción de la propiedad y los sistemas económicos.

RealDoll
- Un trabajador de RealDoll, una empresa con sede en California que fabrica muñecas inflables de alta tecnología, expone la variedad y los precios de los productos de su empresa, con énfasis en la comercialización del cuerpo.

Cuba
- Mirta Muñes,  una anciana cubana, muestra la realidad del racionamiento estatal y muestra la cartilla de racionamiento, explicando y expresando juicios positivos sobre el sistema igualitario de racionamiento de recursos.
- Preparativos y desfile ante un discurso de Fidel Castro.
- Tania, una chica de La Habana, habla de su viaje a Inglaterra y de cómo le impresionó la realidad de la abundancia y la comida rápida inglesa.

Internet
- Svante, un chico sueco que se hizo rico gracias a Internet, expresa su repudio al dinero y cómo te hace sentir vacío.
- John Zerzan habla sobre la sociedad de consumo.
- Se reproduce el famoso vídeo en el que Steve Ballmer, CEO de Microsoft, incita a la multitud con un discurso a gritos basado en eslóganes de la empresa. La frase del CEO de Microsoft "Amo esta empresa" se mezcla con imágenes de estiramientos en el trabajo; esta frase también está hecha para ser dicha, a través de un montaje y sincronización de labios y audio, a Fidel Castro.
- Imágenes de Alang, India, donde 40.000 trabajadores desmantelan viejos barcos para reciclar su metal.
- John Zerzan interviene argumentando que el daño a la propiedad para expresar la disidencia en asuntos económicos y políticos es más efectivo que la protesta pacífica.

Nueva ética
- Nueva ética John Zerzan argumenta su aversión a las multinacionales (citando a Starbucks), que, a través de sus acciones, anulan las libertades y la diversidad. Imágenes de fondo de hombres primitivos que subrayan la postura primitivista de Zerzan.
- Paisajes y conclusión: aquí el paradigma de Occidente es cuestionado, a través de un montaje, por George W. Bush (en realidad la voz pertenece a Kalle Lasn, Adbusters), argumentando cómo la concepción consumista de la vida puede ser sustituida por una vida "sencilla y satisfactoria" (".. una vida sencilla y plena").

## Puntos de vista
Presenta de manera destacada las opiniones del anarcoprimitivista John Zerzan.

### Intervinientes
- John Zerzan, escritor anarcoprimitivista, editor de Against Civilization: A Reader (1998)
- Fidel Castro, Presidente de Cuba
- Kalle Lasn, de Adbusters
- Svante Tidholm, de Estocolmo, Suecia, un rico diseñador web de Spray y autor de la novela autobiográfica Loser (Wahlström & Widstrand, 1998, sueco)
- Carlo Giuliani, activista y anarquista asesinado durante las manifestaciones anti-G8 en Génova, 2001.

### Crítica
- George W. Bush, Presidente de los Estados Unidos
- Steve Ballmer, director ejecutivo de Microsoft de 2000 a 2014
- Bill Gates, presidente de la junta directiva y arquitecto jefe de software de Microsoft

## Estilo
Surplus utiliza muchos montajes.
Surplus utiliza abiertamente la sincronización de labios para poner palabras en la boca de personas que ocupan posiciones de poder mundial similares. Ejemplos de esto son George W. Bush hablando en nombre de Adbusters, Fidel Castro pronunciando las palabras del CEO de Microsoft, Steve Ballmer: "¡Me encanta esta empresa! ¡Sí!"

### Banda sonora
- Gotan Project - Tríptico
- Tosca -Orozco
- Afrodélicos - Afrodélicos - Rollin' on Chrome (doblaje de Wild Motherfucker)
- Marc O´Sullivan (The Mighty Quark) - Cortina de humo
- Marc O´Sullivan (The Mighty Quark) - Tema de Good People
- Johan Söderberg y David Österberg - No-tech-no
- Johan Söderberg y David Österberg - Rice&Beans
- Johan Söderberg y David Österberg - 18 Miljener

## Ubicaciones
- - Génova,  Italia - 27ª cumbre del G8 (2001)
  - Shanghái,  China -  Bolsa de Valores
  - Alang,  India  - Recuperación de metales
  - Budapest,  Hungría
  - Estocolmo,  Suecia
  -  Estados Unidos
  -  Cuba
  -  Canadá

## Premios
Concurso IDFA de documental de mediana duración, 2003 